# 泊头镇站
泊头镇站，位于山东省滨州市沾化区泊头镇，是滨港铁路的货运站。泊头镇站是滨港铁路二期泊港铁路与一期小沾铁路的新设接轨站。
2021年9月8日，泊头镇站与二期泊港铁路一起正式投入运营。